# Centris restrepoi
Centris restrepoi är en biart som beskrevs av Jesus Santiago Moure 2002. Centris restrepoi ingår i släktet Centris och familjen långtungebin. Inga underarter finns listade.